# Friedrich Jansen (Verwaltungsbeamter)
Curt Heinrich Conrad Friedrich Jansen (* 5. Mai 1798 in Nienburg/Weser; † 12. Dezember 1861 in Göttingen) war ein königlich hannoverscher Statistiker.

## Leben
Friedrich Jansen wurde 1798 als Sohn des Steuerunternehmers Friedrich Jansen und seiner Ehefrau Helena Rebecca Louisa, geborene Cürthen, geboren und im evangelischen Glauben erzogen.
Im Jahr 1823 stellte er seine Arbeiten an einem statistischen Handbuch des Königreichs Hannover fertig, welches 1824 veröffentlicht wurde. Von 1824 bis 1830 arbeitete er als Niederlage-Gehilfe beim Steueramt Celle und im Anschluss von 1831 bis 1846 beim Kreis Celle im Verwaltungsbereich Spezial-Steuer-Einnehmer. Das Hof- und Staatshandbuch für das Königreich Hannover auf das Jahr 1837 weist Jansen als Einnehmer der direkten Steuern aus. 1847 wurde Jansen Kreiseinnehmer-Gehilfe in Celle, um schließlich 1860 als Kreiseinnehmer (Steuerbeamter) nach Göttingen versetzt zu werden. Seine Pensionierung erlebte er nicht mehr mit. Friedrich Jansen erlag am 12. Dezember 1861 einer Lungenentzündung und wurde am 16. Dezember 1861 in Göttingen begraben.
Friedrich Jansen war mit Johanna Amalia Catharina Müller verheiratet. Aus der Ehe gingen die Kinder Mathilde Friederike Elisabeth (* 10. Oktober 1832), Friedrich Wilhelm Albert (* 8. Januar 1835), Sophie Caroline Marie (* 30. Januar 1839), Hermann Wilhelm Curt (* 30. Mai 1840), Friederike (* 25. September 1841), Anna Juliane (* 7. Oktober 1842) und Conrad Fürchtegott Friedebald (* 21. März 1848; † 2. Dezember 1940), alle in Celle geboren, hervor. Am 7. Januar 1837 wurde noch ein Knabe geboren, der aber am gleichen Tag starb. Die Familie wohnte in einem eigenen Haus in der Hehlenvorstadt.
Seine Publikationen veröffentlichte Jansen unter dem Kürzel C. H. C. F. Jansen, im Vorwort zu seinem 741-seitigen Werk von 1824 unterschrieb er mit seinem Rufnamen, Friedrich Jansen.
Die Leipziger Literaturzeitung äußerte sich bei der Buchvorstellung kritisch: 

„Statistik (...) Wahrscheinlich war der Verf. des vorliegenden Repertoriums nicht davon unterrichtet, daß unter ministerieller Mitwirkung ein ähnliches Werk zu Hanover (sic!) selbst ausgearbeitet werde, und er erfuhr es erst, nachdem das Seinige schon zum Theil abgedruckt war; sonst würde er gewiß mit demselben nicht aufgetreten seyn. Der Fleiß, den er darauf verwendet hat, ist lobenswerth und verdienstlich, und hätten wir nicht gerade zu gleicher Zeit das rivalisirende Werk erhalten, so würden wir es immer als einen schätzbaren Beytrag zur Statistik von Hanover betrachten.“

## Rezeption
Jansen spielte eine Rolle in Arno Schmidts Roman Das steinerne Herz von 1956. In diesem Buch hat der Protagonist eine Affäre mit der Enkeltochter Jansens, um an dessen Nachlass zu gelangen.
Auch in weiteren Büchern hat sich Arno Schmidt mit Jansen befasst.
Er war der Großvater von Kurt Lüer, Otto Lüer und Hermann Lüer.

## Werke
- Statistisches Handbuch des Königreichs Hannover. Helwing’sche Hofbuchhandlung, Hannover 1824 (Google Bücher).
- Ausführliche Erläuterungstabellen über die persönlichen direkten Steuern, wie solche nach dem königl. Gesetze vom 21. Oktober 1834 im Königreich Hannover vom 1. Januar 1835 eingeführt werden. Schulze, Celle 1835.